# Arizona Cardinals 2015
La stagione 2015 degli Arizona Cardinals è stata la 96ª della franchigia nella National Football League, la 28ª nello stato dell'Arizona e la terza con Bruce Arians come capo-allenatore. La squadra ha conquistato il suo primo titolo della NFC West division dal 2009, vincendo un record di franchigia di tredici partite nella stagione regolare, due in più del precedente primato.
Nel divisional round dei playoff, i Cardinals hanno battuto i Green Bay Packers ai tempi supplementari, qualificandosi per la finale della National Football Conference per la prima volta dal 2008. In tale partita, furono superati in casa dei Carolina Panthers con un punteggio di 49-15, venendo eliminati dalla corsa al Super Bowl 50.

## Scelte nel Draft 2015
| Scelte dei Cardinals nel Draft 2015 |        |                   |       |                |
| Giro                                | Scelta | Giocatore         | Ruolo | College        |
| 1                                   | 24     | D.J. Humphries    | OT    | Florida        |
| 2                                   | 58     | Markus Golden     | DE    | Missouri       |
| 3                                   | 86     | David Johnson     | RB    | Northern Iowa  |
| 4                                   | 116    | Rodney Gunter     | DT    | Delaware State |
| 5                                   | 158    | Shaquille Riddick | DE    | West Virginia  |
| 5                                   | 159    | J.J. Nelson       | WR    | UAB            |
| 7                                   | 256    | Gerald Christian  | TE    | Louisville     |

## Staff
| Staff degli Arizona Cardinals nel 2015 |
| --- |
| Organi dirigenziali - Proprietario/Chairman: William V. Bidwill - Presidente: Michael J. Bidwill - General Manager: Steve Keim Capo allenatore - Bruce Arians Altri allenatori - Assistente capo allenatore/Attacco: Tom Moore - Coordinatore dello sviluppo della forza e della condizione: John Lott - Assistente dello sviluppo della forza e della condizione: Pete Alosi - Pass Rush Specialist: Tom Pratt Allenatori dell'attacco - Coordinatore dell'attacco: Harold Goodwin - Assistente dell'attacco: Kevin Garver - Quarterback: Freddie Kitchens - Running Back: Stump Mitchell - Wide Receiver: Darryl Drake - Tight End: Rick Christophel - Assistente Offensive Line: Larry Zierlein Allenatori della difesa - Coordinatore della difesa: Vacante - Assistente della difesa/Defensive Back: Ryan Slowik - Defensive Line: Brentson Buckner - Linebacker: Mike Caldwell - Outside Linebacker: James Bettcher - Cornerback: Kevin Ross - Defensive Back: Nick Rapone Allenatori dello special team - Coordinatore dello Special Team: Amon Jones - Assistente dello Special Team |

## Roster
| Roster degli Arizona Cardinals nel 2015 |
| --- |
| Quarterback - 9 Matt Barkley - 3 Carson Palmer - 5 Drew Stanton Running Back - 38 Andre Ellington - 23 Chris Johnson - 31 David Johnson - 30 Stepfan Taylor Wide Receiver - 13 Jaron Brown - 12 John Brown - 11 Larry Fitzgerald - 15 Michael Floyd - 10 Brittan Golden - 14 J.J. Nelson Tight End - 85 Darren Fells - 84 Jermaine Gresham - 87 Troy Niklas Offensive Linemen - 61 Jonathan Cooper G - 74 D.J. Humphries T - 76 Mike Iupati G - 62 Ted Larsen G - 70 Bobby Massie T - 63 Lyle Sendlein C - 53 A.Q. Shipley C - 79 Bradley Sowell T - 68 Jared Veldheer T - 78 Earl Watford T Defensive Linemen - 93 Calais Campbell DE - 95 Rodney Gunter NT - 97 Josh Mauro DE - 90 Cory Redding DE - 92 Frostee Rucker DE - 91 Ed Stinson DE - 94 Xavier Williams NT Linebacker - 54 Kenny Demens ILB - 59 Alani Fua ILB - 44 Markus Golden OLB - 96 Kareem Martin OLB - 51 Kevin Minter ILB - 57 Alex Okafor OLB - 47 Shaq Riddick OLB - 55 Sean Weatherspoon ILB - 56 LaMarr Woodley OLB Defensive Back - 28 Justin Bethel CB - 20 Deone Bucannon SS - 29 Chris Clemons SS - 22 Tony Jefferson SS - 26 Rashad Johnson FS - 32 Tyrann Mathieu FS - 21 Patrick Peterson CB - 25 Jerraud Powers CB Special Team - 2 Drew Butler P - 7 Chandler Catanzaro K - 82 Mike Leach LS Lista delle riserve - 83 Gerald Christian TE (IR) - 75 John Fullington G (IR) - 80 Ifeanyi Momah TE (IR) - 34 Brandon Person S (IR) - 98 Corey Peters NT (IR) - 86 Damond Powell WR (IR) - 49 Zack Wagenmann OLB (IR) - 58 Daryl Washington ILB (Sospeso) Squadra di allenamento - 35 Cariel Brooks CB - 67 Rob Crisp T (IR) - 81 Joseph Fauria TE - 50 Gabe Martin LB - 60 Antoine McClain G - 34 Leon McFadden CB - 27 Robert Nelson CB - 73 Lawrence Okoye DE - 16 Jaxson Shipley WR - 33 Kerwynn Williams RB 53 attivi, 7 inattivi, 10 nella squadra di allenamento |
| Legenda - I rookie sono in corsivo. - Il primo ruolo è il principale mentre gli eventuali successivi indicano i ruoli secondari. - (IR) sta per Injured Reserve ed indica la lista ristretta per un solo giocatore infortunato che può tornare ad allenarsi dopo la settimana 6 e a rientrare in prima squadra dopo che questa ha giocato 8 partite. - (NF-Inj.) / (NF-Ill.) stanno rispettivamente per Non-Football Injured e Non-Football Illness ed indicano le liste dove viene inserito un giocatore che ha un infortunio o una malattia non dipendente dal football americano. - (PUP) sta per Physically Unable to Perform ed indica la lista dove viene inserito un giocatore mentre è in attesa di recuperare la condizione fisica. Nella stagione regolare dopo la sesta partita giocata dalla propria squadra, il giocatore ha tempo tre settimane per riprendere ad allenarsi, più tre settimane aggiuntive dal suo rientro agli allenamenti per rientrare in prima squadra. |

## Calendario

### Stagione regolare

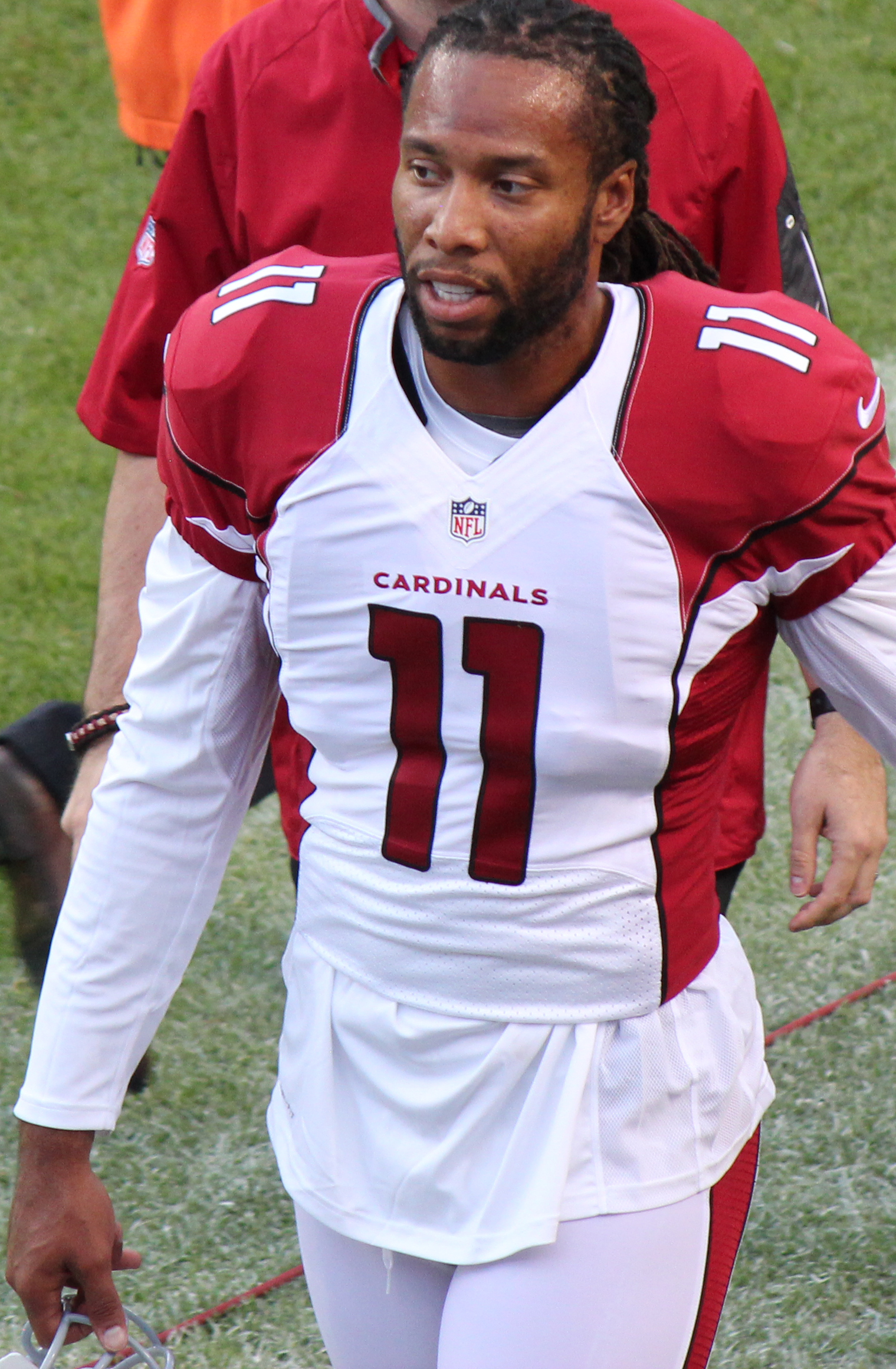
Larry Fitzgerald nell'ultima gara di pre-stagione contro i Broncos

| Turno | Data               | Ora                | Avversario             | Risultato          | Record             | Stadio                        | TV                 | NFL.com recap      |
| ----- | ------------------ | ------------------ | ---------------------- | ------------------ | ------------------ | ----------------------------- | ------------------ | ------------------ |
| 1     | 13/9               | 1:00 p.m. EDT      | New Orleans Saints     | V 31–19            | 1–0                | University of Phoenix Stadium | Fox                | Recap              |
| 2     | 20/9               | 1:00 p.m. EDT      | at Chicago Bears       | V 48–23            | 2–0                | Soldier Field                 | Fox                | Recap              |
| 3     | 27/9               | 4:25 p.m. EDT      | San Francisco 49ers    | V 47–7             | 3–0                | University of Phoenix Stadium | Fox                | Recap              |
| 4     | 4/10               | 4:25 p.m. EDT      | St. Louis Rams         | S 22–24            | 3–1                | University of Phoenix Stadium | Fox                | Recap              |
| 5     | 11/10              | 4:25 p.m. EDT      | at Detroit Lions       | V 42–17            | 4–1                | Ford Field                    | Fox                | Recap              |
| 6     | 18/10              | 1:00 p.m. EDT      | at Pittsburgh Steelers | S 13–25            | 4–2                | Heinz Field                   | Fox                | Recap              |
| 7     | 26/10              | 8:30 p.m. EDT      | Baltimore Ravens       | V 26–18            | 5–2                | University of Phoenix Stadium | ESPN               | Recap              |
| 8     | 1/11               | 1:00 a.m. EST      | at Cleveland Browns    | V 34–20            | 6–2                | FirstEnergy Stadium           | Fox                | Recap              |
| 9     | Settimana di pausa | Settimana di pausa | Settimana di pausa     | Settimana di pausa | Settimana di pausa | Settimana di pausa            | Settimana di pausa | Settimana di pausa |
| 10    | 15/11              | 8:30 p.m. EST      | at Seattle Seahawks    | V 39-32            | 7–2                | CenturyLink Field             | NBC                | Recap              |
| 11    | 22/11              | 8:30 p.m. EST      | Cincinnati Bengals     | V 34-31            | 8–2                | University of Phoenix Stadium | NBC                | Recap              |
| 12    | 29/11              | 4:25 p.m. EST      | at San Francisco 49ers | V 19-13            | 9–2                | Levi's Stadium                | Fox                | Recap              |
| 13    | 6/12               | 1:05 p.m. EST      | at St. Louis Rams      | V 27-3             | 10–2               | Edward Jones Dome             | Fox                | Recap              |
| 14    | 10/12              | 8:30 p.m. EST      | Minnesota Vikings      | V 20-23            | 11–2               | University of Phoenix Stadium | NFL Network        | Recap              |
| 15    | 20/12              | 8:30 p.m. EST      | at Philadelphia Eagles | V 40-17            | 12–2               | Lincoln Financial Field       | NBC                | Recap              |
| 16    | 27/12              | 4:25 p.m. EST      | Green Bay Packers      | V 38-8             | 13–2               | University of Phoenix Stadium | Fox                | Recap              |
| 17    | 3/1                | 4:25 p.m. EST      | Seattle Seahawks       | S 36-6             | 13-3               | University of Phoenix Stadium | Fox                | Recap              |

Nota
- Gli avversari della propria division sono in grassetto.

### Playoff
| Turno            | Data                                      | Ora                                       | Avversario (seed)                         | Risultato                                 | Risultato                                 | Stadio                                    | TV                                        | NFL.com recap                             |
| Turno            | Data                                      | Ora                                       | Avversario (seed)                         | Punteggio                                 | Record                                    | Stadio                                    | TV                                        | NFL.com recap                             |
| ---------------- | ----------------------------------------- | ----------------------------------------- | ----------------------------------------- | ----------------------------------------- | ----------------------------------------- | ----------------------------------------- | ----------------------------------------- | ----------------------------------------- |
| Wild Card        | Qualificati direttamente al secondo turno | Qualificati direttamente al secondo turno | Qualificati direttamente al secondo turno | Qualificati direttamente al secondo turno | Qualificati direttamente al secondo turno | Qualificati direttamente al secondo turno | Qualificati direttamente al secondo turno | Qualificati direttamente al secondo turno |
| Divisional       | 16/1                                      | 8:15 p.m. EST                             | Green Bay Packers (5)                     | V 26-20 (DTS)                             | 1-0                                       | University of Phoenix Stadium             | NBC                                       | Recap                                     |
| NFC Championship | 24/1                                      | 6:40 p.m. EST                             | at Carolina Panthers (1)                  | S 15-49                                   | 1-1                                       | Bank of America Stadium                   | Fox                                       | Recap                                     |

## Classifiche

### Division
| NFC West              | NFC West | NFC West | NFC West | NFC West | NFC West | NFC West | NFC West | NFC West | NFC West |
|                       | V        | S        | S        | %        | DIV      | CONF     | PF       | PS       | Str.     |
| --------------------- | -------- | -------- | -------- | -------- | -------- | -------- | -------- | -------- | -------- |
| (2) Arizona Cardinals | 13       | 3        | 0        | .813     | 4–2      | 10–2     | 489      | 313      | S1       |
| (6) Seattle Seahawks  | 10       | 6        | 0        | .625     | 3–3      | 7–5      | 423      | 277      | V1       |
| St. Louis Rams        | 7        | 9        | 0        | .438     | 4–2      | 6–6      | 280      | 330      | S1       |
| San Francisco 49ers   | 5        | 11       | 0        | .313     | 1–5      | 4–8      | 238      | 387      | V1       |